# Вулиця Олімпійська (Бровари)
Вулиця Олімпі́йська — вулиця в місті Бровари Київської області.

## Історія
Вулиця з'явилась у кінці 1970-х років, її назва присвячувалась Олімпіаді-80.[джерело?]
У 2009 році до дня міста Бровари, була проведена реконструкція вулиці. Для виконання завдання задіяли 30 одиниць різної техніки, до 50 робітників і військових.[джерело?]

## Розміщення
Вулиця лежить у районі Броварів Південний (мікрорайон заводу Торгмаш), уздовж неї розміщена переважно багатоквартирна забудова. Протяжність вулиці — 720 м. Починається прилучанням від вулиці Сергія Москаленка, закінчується перехрестям із вулицею Броварської сотні.

## Об'єкти
- буд.№ 1 — житлова 5-поверхівка, збудована 1976 року.
- буд.№ 1А — житлова 5-поверхівка, збудована 1980 року.
- буд.№ 1Б — житлова 5-поверхівка.
- буд.№ 2 — житлова 9-поверхівка, збудована 1986 року.
- буд.№ 2А — житлова 9—10-поверхівка, збудована 1992 року.
- буд.№ 3 — житлова 5-поверхівка, збудована 1978 року.
- буд.№ 4 — житлова 9-поверхівка, збудована 1993 року.
- буд.№ 5 — 2-поверховий дошкільний навчальний заклад «Калинка», збудований 1979 року.[1]
- буд.№ 6 — житлова 9-поверхівка, збудована 1984 року.
- буд.№ 6А — житлова 10-поверхівка.
- буд.№ 7А — житлова 9-поверхівка.
- буд.№ 7 — житлова 5-поверхівка, збудована 1983 року.
- буд.№ 8 — житлова 10-поверхівка.
- буд.№ 8А — житлова 9-поверхівка.
- буд.№ 8Б — житлова 16-поверхівка, збудована 2007 року.
- буд.№ 9 — житлова 5-поверхівка.
- буд.№ 9А — житлова 5-поверхівка.
- буд.№ 10 — житлова 10-поверхівка, збудована 1996 року.
- буд.№ 10А — житлова 10-поверхівка, збудована 1990 року.
- будується 24-поверховий «Олімпійський квартал» 2014—2020 роки.[2]

## Транспорт
По вулиці повністю проходять броварські маршрутні таксі № 2, 5 і 706.

### Зупинки
На вулиці розміщені такі зупинки:
- Гастроном «ВВВ» (на Прилуки) (зараз там перукарня, танцювальний зал);
- Гастроном «ВВВ» (на Київ);
- Дитсадок (на Прилуки);
- Дитсадок (на Прилуки);
- Вул. Олімпійська — 3 (на Прилуки);
- Вул. Олімпійська — 3 (на Київ).